# Aïn Nehala
Aïn Nehala è un comune dell'Algeria, situato nella provincia di Tlemcen.